# 페니실린

페니실린 기본 구조

페니실린(penicillin, pen 또는 PCN)은 최초의 항생제이다. 푸른곰팡이로 불리는 Penicillium notatum와 Penicillium chrysogenum에서 얻고 분자식은 R-C9H11N2O4S이다. 대표적인 베타-락탐계열 항생제이다.
스코틀랜드 출신 미생물 학자 알렉산더 플레밍이 1928년에 발견하여 이듬해에 이를 발표함에 세상에 알려지게 된 물질이다.

## 역사
미생물이 존재한다는 사실은 17세기 말에 네덜란드 아마추어 과학자였던 안토니 판 레벤후크(Antonie van Leeuwenhoek)가 오늘날의 현미경에 원형이라 할 수 있는 기구를 만들어 관찰하면서 처음 알려지게 되었다. 이 후 1760년대에 오스트리아 빈의 의사였던 마르쿠스 폰 플렌시즈(Marcus von Plenciz)에 의해 세균 원인설이 본격적으로 주장되었다. 그러나 이는 크게 수용되지 못하고 공기오염이나 불량한 생활 환경 또는 개인 혹은 집단이나 선조의 죄에 대한 징벌로 질병이 비롯된다는 종교적인 생각이 지배적이었다. 치료법 역시 수은, 사혈, 관장, 구토제, 이뇨제, 발한제 등을 많이 사용하였는데 그 부작용이 컸다.
유럽에서 미생물에 의한 질병으로부터의 예방방법인 백신접종법을 최초로 만든 사람은 1796년 에드워드 제너이며 그는 천연두를 막기 위해 우두법을 고안해냈다. 하지만 당시 제너가 예방접종의 원리를 알아낸 것은 아니었고, 1885년이 돼서야 파스퇴르가 백신에 의한 질병 예방원리를 알아냈다. 이와 더불어 19세기 말에 파스퇴르와 로버트 코흐 등 의학계의 노력으로 특정 질병은 특정 병원균 때문에 생긴다는 세균병인론이 확립됐다. 세균병인론으로 인해 질병에 대한 기존의 생각을 완전히 바꾸는 혁명적인 '패러다임 이동'이 발생했다.
그러나 질병의 원인이 되는 미생물을 직접 억제하거나 죽이는 항생제를 찾는 일은 쉽지 않았다. 그중 독일의 에를리히는 매독균을 억제하는 약을 만들기 위해 무려 606번의 실험 끝에 비소화합물인 살바르산 606호를 만들어냈다. 당시 매독 치료제로 썼던 수은은 부작용이 많고 효과는 적었는데, 살바르산은 화학요법이 가능하다는 것을 보여준 최초의 사례였다. 그러나 여러 항생물질은 인간에도 해롭다는 것이 문제였다.
스코틀랜드 출신 미생물 학자 알렉산더 플레밍이 1928년 여름 포도상구균을 기르던 접시를 배양기 밖에 둔 채로 휴가를 다녀왔다. 휴가에서 돌아온 플레밍은 페트리접시를 확인하던 중 푸른곰팡이가 페트리 접시 위에 자라있고 곰팡이 주변의 포도상구균이 깨끗하게 녹아있는 모습을 발견했다. 푸른 곰팡이가 생성한 물질을 페니실린이라 명명한후 실험을 거듭한 끝에 페니실린이 여러 종류의 세균에 대해 항균작용이 있다는 것을 발견했다. 또한 인간의 백혈구에 전혀 해를 끼치지 않는다는 점과 페니실린을 생쥐에 주사하여도 거의 해가 없다는 사실을 확인했다. 플레밍은 이듬해인 1929년 연구결과를 ‘영국 실험병리학회지’에 발표했다.

## 항균 메커니즘
베타-락탐계열 항생제는 세균 세포벽인 펩티도글리칸의 교차연결 배열을 망가뜨린다. 페니실린의 베타-락탐의 일부분이 펩티도글리칸 분자를 연결하는 트랜스펩티데이스(transpeptidase)와 임의로 결합, 이것이 세균 세포벽의 약화를 야기한다. 이렇게 세포벽이 약화된 세포는 삼투압 변화를 이기지 못하고 세포벽이 터져 내용물이 나와 죽게 된다.

## 임상사용하는 페니실린의 다양한 종류
페니실린은 오래된 항생제로 임상사용 초기부터 많은 개량이 있었다. 일반적으로 페니실린은 아래 종류를 모두 포함하는 단어이다.

### 페녹시메틸 페니실린(penicillin V)
경구투여용 페니실린으로 다른 종류에 비해 높은 혈중농도를 유지할 필요가 없을(조직에 높은 역가가 필요하지 않은) 때 사용한다.
페녹시메틸 페니실린의 적응증은 다음과 같다.
- 피부 감염증
- 화농성연쇄상구균 감염증 (연쇄상구균 인두염 등)
- 류마티스열
- 메트로니다졸과 병용시 치은염에 사용한다.

### 벤질페니실린(penicillin G)
벤질페니실린은 염산에 의해 불활성화되어 효과가 떨어지므로 경구투여하지 않는다. 페녹시메틸 페니실린과 함께 사용하는 경우, 각개 조직에 대한 역가가 높아지므로 높은 항균효과를 얻을 수 있다.
벤질페니실린의 적응증은 다음과 같다:
- 봉와직염
- 어린이의 패혈증

### 프로카인 벤질페니실린
프로카인 페니실린이라고도 불리며, 벤질페니실린과 국소마취제인 프로카인의 혼합체이다. 근육주사하면 서서히 벤질페니실린으로 가수분해되며, 비교적 낮은 역가에 해당하는 항균효과가 필요한 경우 사용한다.
프로카인 벤질페니실린의 적응증은 다음과 같다:
- 봉와직염
- 단독
- 호흡기 감염증
- 매독

## 반합성 페니실린
페니실린의 경구투여시 생활성화를 높이고 베타-락타메이스의 억제, 스펙트럼 범위를 넓이기 위해 구조적 변경이 이루어진 것들이 반합성 페니실린으로, 광범위한 감염증과 감염 예방에 사용되고 있다. 현대 사용중인 페니실린은 대부분 반합성 페니실린이다.

### 좁은 스펙트럼을 가진 항생제
스펙트럼이 좁은 대신 베타-락타메이스의 기능을 저해할 수 있도록 제작된 것들이다. 스펙트럼은 작지만 일반적 포도상구균의 특정 감염증에 다른 항생제보다 탁월한 효과를 발휘한다.
- 메티실린
- 디클록사실린
- 옥사실린
- 나프실린
- 플루클록사실린

### 중간 스펙트럼을 가진 항생제
스펙트럼 범위를 넓게 한 것들이다. 아목시실린의 경우 경구투여시 생활성화도 향상시킨 것이다. 베타-락타메이스 억제능력은 없다.
- 아목시실린
- 암피실린

### 넓은 스펙트럼을 가진 항생제
스펙트럼의 범위를 그람양성 세균은 물론 그람음성 세균에게까지 넓힌 것이다. 몇몇은 녹농균(Pseudomonas aeruginosa)에게도 감수성이 있다. 베타-락타메이스 억제능력은 없다.
- 피페라실린
- 티카실린
- 아즐로실린
- 카르베니실린

### 베타-락타메이스 저해능력을 가진 항생제
베타-락타메이스의 활성을 저해시켜 항균효과를 현격히 증강시키고 스펙트럼도 넓힌 것들이다. 내성균주가 많아진 현 시점에서 가장 빈번히 사용되는 약재가 되었다.
- 아목시실린과 클라불란산의 혼합
- 아목시실린과 설박탐의 혼합
- 티카실린과 클라부란산의 혼합
- 암피실린과 설박탐의 혼합
- 피페라실린과 타조박탐의 혼합

## 같이 보기
- 항생물질
- 베타-락탐
- 스테로이드
- 아스피린